# 东北1947年冬季战役
东北1947年冬季战役，中共方面亦称东北1947年冬季攻势，是第二次国共内战中双方发生的战役。

## 背景与部署
东北的国军以大城市的工事抗衡，希望重蹈第三次四平战役之胜。东北行辕副主任罗卓英提出“固点连线扩面”的新战略，企图稳定其对东北主要城市和铁路干线的控制，尔后大举“反攻”。正规军13个军44个师（旅），连同特种部队及地方保安团队，总兵力58万余人。在永吉、长春、四平等地各部署3～5个师进行独立防守；在锦州至沈阳铁路沿线及其两侧要点，各以1～2个师驻守，并相互支援；新编第6军及新编第1军一部于沈阳、铁岭地区实施机动。部署为：
- 第六十军：驻守吉林市。1948年3月9日冬季攻势结束前突然弃城撤逃长春市。
- 新一军（欠一师）、新七军：驻守长春市。战役开始后新一军驰援南下。
- 第七十一军：驻守四平、昌图。
- 新六军、新三军：驻铁岭、开原。
- 新五军、第五十三军、青年军第207师：驻沈阳、抚顺、本溪。
- 新五军暂编第54师：驻辽阳。
- 第五十二军：第25师驻鞍山、暂编第58师驻营口。
- 第四十九军：第79师驻彰武、第26师驻新立屯，驻新民县。
- 第九十三军：驻锦州、义县、阜新。
- 第184师：驻大虎山、沟帮子
- 暂编第50、51、55、60师：驻葫芦岛、锦西、兴城、绥中、山海关等地。
- 第五十四军：辖第8、198师。战役中从胶东海运葫芦岛。

东北民主联军有野战部队有9个纵队40个师，连同特种兵部队共42万余人。东北民主联军总司令兼政治委员林彪、副政治委员罗荣桓决心利用严冬江河结冰、便于机动兵力的有利条件，集中全部野战部队，在地方部队配合下发动冬季攻势。首先对北宁铁路锦州至沈阳段守军展开进攻，迫使沈阳、锦州守军出援，寻机歼灭援军；尔后转兵辽南，攻歼辽阳、鞍山、营口等地守军，孤立沈阳，以进一步改善东北战局。11月16日林彪致电各纵队首长：“去年冬季，我军曾利用河流失去障碍作用的期间，鼓起全军的艰苦精神。 我南、北满部队实行了配合作战，结果不仅巩固了南满的根据地，而且大量歼灭了敌人，造成了今年夏季和秋季作战的胜利基础。 因此今年冬季我们更必须利用河流失去障碍作用之时，实行更大的集中兵力作战。 除北满留个把纵队牵制敌人外，我军可集中七、八个纵队作战。 对较大的目标，我们能集中四、五个纵队攻城，还有力量打援； 或集中六、七个纵队打运动战，而还有力量监视敌人。 像这样大的集中兵力作战，只有关内我军才有过。而在东北，由于过去的客观情况，从没有超过两个纵队以上的兵力用于攻城和三个纵队以上的兵力用于打援。 所以今年冬季是我们最能集中最大兵力作战的良好时机，因而我们能举行大的运动战和大的攻城，能把东北作战提到空前未有的大规模，预计可能获得伟大的战果。 ”12月4日林彪致信主持东北局后方工作的高岗：“目前东北敌人由于过去的失败，现完全采取集中兵力守城。吉林、长春、四平之间，敌至今不敢分兵出来恢复交通；而由四平到锦州及锦、义之线，则采取一到三个师守城，新一军主力（两个师）及新六军则控制沈阳、铁岭机动。这种情形与夏季和秋季时的情形完全不同了。那时，特别是夏季时，敌人是分散的；因此我军采取分散兵力同时进攻许多地方的方针，也得到了将分散敌人消灭了的效果。 ……（现在）敌人以师为基本单位守据点，而在其一天行程内外，又有其他的师守城和机动兵力，这就是我们现时所处的基本情况。在这种情况下，如我们分散兵力，则不能打一个师左右的较大据点，而较小据点又不存在。因此我们只有集中最大力量，才能打较大据点，和同时能对付敌之增援。为了诱敌出来分散，也只有将我主力集中，使无我主力之处的敌人，才有若干可能出来分散。我们根据这一实际情况，拟集中南、北满和热河的兵力，利用今年结冰期间，在北宁路作战。现在只待锦州附近之大凌河结冰后，八、九纵队出动时，即可开始作战”“今后东北全党应努力建设新的军队，最主要的靠群众工作。不进行彻底的土地改革则无从建军与养兵，东北局最近讨论全党明年为成立100个新兵团而斗争，在干部、财经、兵工等问题上均应与此配合。因此全党应再鼓一把劲，努一把力，倘能再增加100个团，就可能引起局势的根本变化”“明年作战将主要依托冀热辽根据地，因此该处的一切，尤其是群众工作，将有重大意义。 盼你对该区各方面的工作，皆意指示，特别是群众工作。 ”12月11日林、罗、刘向毛泽东报告了冬季作战的计划。但直至12月23日毛泽东回电，完全同意他们的作战和建军计划，预期这次作战“可能将沈阳、铁岭、抚顺、本溪、锦州、葫芦岛、秦皇岛等几个大据点之间的中小据点、广大乡村及锦州以西、以北地区全部或大部归于我手。只要办到这一点，尔后就只剩下打大据点的问题了”。毛泽东特别强调冬季作战后要派八、九纵到冀东作战，争取在张家口、天津之间打开缺口，“使东北、华北开始打通联系，从东北输送炮弹、炸药至华中、中原与西北，此种任务极为重要”
12月1日，第四纵队在司令员吴克华和政委彭嘉庆率领下，由通远堡、連山关一线出发，向沈阳、本溪、辽阳之间的三角区楔进。彭嘉庆在回忆录中指出：“雪地奔袭，艰难困苦是不可想象的。为了避开敌人的封锁和敌机的扫射，我们基本上是日宿夜奔，出其不意地远距离穿插。每次出发都是凛冽的北风扑面，雪花席卷全身，使人有彻骨之寒。千里冰雪一片白，拿着地图、指南针也找不到路，全靠群众和当地的战士当向导。前卫分队划雪开路，在没膝的雪地里艰难跋涉，走两步退一步。农田里的高粱、玉米茬，像小尖刀插在地上，行军时不知绊倒多少人。在零下40摄氏度的荒野里，战士们放在棉衣里的高粱、玉米面饼冻得像砖块，吃睡不好，饥寒交加，人困马乏。尽管困难重重，但部队行军吃苦能力非常强，一夜走100里以上，有的达150多里。每次出发都是一直奔到目的地，中途不休息，有战斗停下来。团级干部有马，师级干部有大车，但坐在上面顶不到半小时，就需要下来走路取暖。在冰封雪地里，从纵队司令员、政委到战士都要靠两条腿走路。”四纵在大安屯、耿家屯一带歼1000余人，又在毛头山重创第25师的两个团。
12月初，第六纵队检查各师行动准备情况，发现各师乌拉鞋、手套尚未补齐，要求立即补齐，否则会出现冻伤现象，影响战斗力。12月5日林彪电令六纵经双阳、伊通、平岗、昌图开往前线。
1947年12月2日，八纵刚上任的司令员段苏权向东总请示：“冬季作战开始时，建议我们先破从锦州到阜新段铁路，切断敌交通保障和与后方之联络。若可先破交，则需3天时间，如再打援，则时间还需长”。1947年12月9日，八纵、九纵及冀察热辽独1师由朝阳岀发，越过锦承路，跨过大凌河，向北镇、黑山、新立屯、彰武一带前进，破击锦（州）义（县）线南段及锦州以东北宁路。
1947年12月11日，东北野战军第四纵队接到电令：“为配合冬季作战，四纵首先歼灭辽（阳）本（溪）地区我西进路上之敌，并尽可能吸引四平守敌南援，达到分散敌之目的，继而进入辽西地区配合友军作战。”

## 战役经过
12月15日，林彪指挥东北民主联军发起战役。第2纵队及第10纵队一部于当日突然包围法库新六军暂编第62师；二纵、七纵包围了彰武；第八纵队、第九纵队奉命于16日包围新立屯的第四十九军第26师；第1、第3、第6、第7纵队分别插入法库、新民、铁岭、沈阳间；第10纵队主力进抵昌图、开原地区，担负侧击任务；第4纵队主力逼近沈阳。
新六军新22师从铁岭西援法库被围的该军暂编第62师。林彪立即调动兵力企图割裂围歼东北国军头等主力新22师：二纵和七纵主力迅速转向法库东南，从侧翼发起进攻；三纵迂回至铁岭，切断新22师退路，割断其与新三军第14师联系。15日夜，二纵的4师、5师以急行军速度赶到法库东南的沙后所和调兵山，连夜赶修工事。12月16日，新22师进至铁岭与法库间的镇西堡、娘娘庙、调兵山、沙后所一线，向法库以东的二纵阵地发动了进攻。二纵当即反击，16日下午二纵4师对沙后所发起进攻，当时判断敌人有一个营，地形没看，火力也没准备好就仓促进攻，主攻部队把方向搞错了，国军迅速组织反冲锋，集中六零炮猛轰拥挤在街上的密集突击队形，损失较大，被迫退了出来。沙后所战斗打成了相持不下的局面。二纵4师的电话断了，影响了战斗指挥。二纵第5师向敌人侧后迂回，12月17日中午在调兵山包围了新22师一部。新22师发觉自己成为攻击对象之后，急忙退回铁岭。12月18日，第二纵队在铁岭西南娘娘庙地区截歼新22师一部，最终二纵打成了击溃战。第七纵队在法库以南大孤家子地区歼新编第六军暂编第59师1个团。12月21日林彪特电嘉奖第5师及第15团：“在击溃新22师战斗中，我15团指战员英勇果敢，使敌人溃不成军，缴获弹药器材甚多，并歼敌一部。 该团第2营在优势敌人前打垮敌人五次冲锋，该团警卫连虽伤亡过半，仍能完成歼敌任务。 此种英勇动作殊堪嘉奖。 ”林彪严肃批评了二纵四师沙后所战斗，并把它当作一个“莽撞仗”的反面教训反复讲评。1948年10月23日辽沈战役的决战时刻，林彪命令各部队全力消灭廖耀湘西进兵团的电报中：“须严戒王道屯、沙后所的打法，那种打法是在未侦察地形状况，未等大部队到齐，未将兵力火力很好配备，未将敌人退路截断即仓促地乱打乱冲。 此次大战只要我各级干部严守准备好了再猛攻的原则，必然横直打胜仗。 ”
陈诚为解除东北民主联军对沈阳的威胁，急将驻长春、四平、开原、辽南的新一军、第七十一军、第五十三军、第五十二军的7个师，于20日前后调至铁岭、新民、沈阳地区。东北民主联军为分散国军，除令第一纵队第3师佯攻法库，第二、第七纵队西取彰武外，主力一、三、六纵隐蔽集结于沈阳西北石佛寺地区求歼沈阳出援之敌。20日六纵经昌图车站到了马千总台站（今开原市金沟子镇马千台村）东北附近。21日，六纵奉令西移到铁岭与法库之间的大孤家子附近。东总电示六纵，铁岭敌新一军、五十二军有找六纵决战之企图。六纵为摆脱敌人，即转至法库以南。

### 彰武进攻战役
彰武守军第四十九军第79师在3个月前在锦西遭重创，战后补充大量新兵，战斗力较弱。1947年11月5日第四十九军第79师进占10月7日被东北民主联军攻占的彰武县城。
1947年12月15日，第二、第七纵队和炮兵纵队，在辽吉五军分区（司令员黄永辉、地委书记兼政委刘莱夫）地方武装配合下，由二纵队司令员刘震统一指挥，攻打彰武县城。12月22日二纵和七纵先后到达指定位置，炮兵部队也在23日赶到，完成了对彰武县城的包围：
- 七纵：司令员邓华在哈尔滨养病。副司令员贺晋年在前线指挥。
  - 十九师进到城西二台子
  - 二十师进到城西南高山台附近
  - 二十一师进到城西北王家街
  - 彰武县大队在七纵指挥下，担任彰武县城西马丈房一线警戒
- 二纵
  - 五师进到城东太平庄
  - 六师进到城南西六家子
  - 四师集结于距彰武城约50华里的东六家子一带，向新民方向警戒
- 炮兵进至赏屯一带。

12月23日林彪指示：“今年天气较去年更冷，到天气严寒时须暂停作战，待严寒渡过后再继续作战，因此目前作战时间甚为有限。 此次打彰武和打增援更要下大决心，坚决歼灭敌人。 在战术上须特别注意四快一慢的原则，对于可能退却的敌人，须很快抓住，断敌后路。 但抓住后如敌已占领村庄，则须经过详细的侦察和布置后，在火力掩护下发起冲锋。 对于业已溃乱的敌人，则应猛追猛打。 各部在战斗中须特别注意积极自动互相配合，切不可袖手旁观、消极避战而放过胜利的机会。 ”
12月23日，各部队先后展开外围作战。七纵二十师攻打县城西南制高点高山台，该制高点可控制城南、城西两面开阔地带。23日上午，炮兵从纪家窑、王家等处阵地连续发射，猛轰高山台高地，敌人穿上坚冰“铠甲”的阵地顿时化成一片火海。经3小时激战，守敌300人全部被歼。守敌西南城防直接暴露在我军攻击之下。
24日二纵6师攻克沙陀子敌军碉堡群，为炮兵取得了最好的发射阵地。12月25日，六师十七团攻占城东南吉岗窝堡北沙坨子敌地堡群。随后，师山炮营及十六、十八团两个迫击炮连对敌地堡群进行猛烈轰击。
25日5师、6师分头攻占了城东和城西的苗圃，19师攻占了车站。 
12月26日，七纵十九师五十六团攻占城西北烧锅北坨子和丰盛源烧锅大院；二纵队五师十五团协同夺取城北高地郑老禹坨子。26日12时，七纵队十九师五十五团连续3次爆破，攻克了6个集团地堡阵地，全部占领了火车站和西坨子，歼敌500多人。
12月26日六纵16师奉东总令进抵公主屯一线集结，准备打援，以保障2纵、7纵攻歼彰武之敌。
12月27日，七纵二十一师在城西门外、北门外巷战，逼近城墙；肃清了城西地堡群。二纵队六师在炮纵二营、二纵队野炮团及师山炮营炮火配合下，经14小时激战，将南门外关帝庙一带守军肃清。至此，经6天外围战斗，攻城部队已将敌人依赖的外围据点相继肃清，从四面逼近城墙。二纵五师师长钟伟身穿白布伪装服，在雪地里爬到距城墙100米处，察看敌情、地形、工事筑造情况，然后选定城东南角的西侧为攻城突破口。
总攻时间原定是24日，一再延期，最后定在28日。 二纵、七纵营以下干部反复到城外观察地形、选择突破点、准备攻城的爆破器材。
12月28日上午7时30分，集中猛烈炮火轰击城墙的东南角、西北角、师部等主要目标，打乱了指挥系统，压制住城内炮兵。东北民主联军炮纵集中66门野榴炮抵近离城墙仅800米射击城墙东南角，山炮、步兵炮则推进到前方200米内射击，最近的距离才50米。经90分钟的轰击，把城墙东南角轰开30多米宽的缺口。9时整，五师十四团五连、七连发起突击，从城墙东南角登城。接连打垮反冲击，巩固和扩大了突破口。后续梯队加入战斗，分三路向纵深推进。七纵二十一师亦由城墙西北角突入城内。二纵六师十六团在南门突破成功。炮火向纵深延伸，为步兵开路。守军残部被压缩在和平街师部地堡群内。特等功臣、排长潘儒带领全排战士突入师部全部解决。攻城历时仅5个小时，至14时整战斗全部结束。
全歼守军10056人，其中毙、伤1860人，俘虏8196人，师长乔文礼（黄埔五期步科）化装潜逃（后被卫立煌军法枪决），副师长李福泰被俘。缴获山炮6门，战防炮4门，迫击炮20门，六〇炮34门，掷弹筒5个，轻重机枪290挺，长短枪3029支，各种子弹、炮弹并其他军用物资大部。彰武县全境解放。
东北民主联军伤亡3000余人。七纵十九师五十六团团长赵光明（1913-1947，法库县秀水河子镇人）于当日12时在城内北大街牺牲。七纵二十一师63团团长李烽（河南商城县人，1915-1947）在部队扫清西南外围的碉堡群等待攻城命令时，亲临距敌200米的前沿阵地观察阵形后退出前沿阵地时，被子弹击中阵亡。
毛泽东致电东野：“庆祝你们攻克彰武，歼敌一师的胜利。”

### 萬金台战斗
207師奉命以一個旅進出沈阳西北的萬金台、老边，以掩護第九兵團主力之作戰。
12月26日六纵奉命歼灭沈阳以西的老边之敌1个团，六纵遂命令第17师包围老边，第18师策应，沿途进入新区情况不明，行进中可能会遇到意想不到的情况，各部必须以战斗姿态前进，以应付突然情况。六纵纵直进到李家河套后，前卫17师50团侦悉辽河以南的万金台有敌正规军千余人，罗家房身、平安堡均有敌人但番号不详。六纵决心首先龙书金师长指挥第17师迅速包围歼灭万金台之敌整编第207师第2旅第6团（缺1个营），由于离沈阳过近，顾虑敌人会来援兵，令17师务必于27日黄昏攻击，力求在28日拂晓解决战斗。为防万一，又令阎捷三率第18师夺袭拉拉屯、马家窝棚、大青咀子一线，阻击沈阳可能增援之敌。
第17师命令第50团为主攻，进至万金台以西及西南；以第49团为助攻，进至万金台东、北两面；以第51团准备打击增援之敌。
第50团主攻的第2营打开突破口后，爆破失效，只好以手榴弹掩护，冲至第二道围墙，由于火器炸药未能跟上，突击队与敌人形成对峙；该团二梯队未及时上去。团长、营长随突击队行动负了伤，团参谋长和副团长赶来进入突破口指挥作战，发展甚为迟缓，战斗打得很不顺利。第49团在雪地奔袭30多公里，部队十分疲劳，第50团打响后，49团尚未到达攻击出发地。50团突破受阻后，17师令49团从东北方向实行助攻，但49团感到助攻战斗落在主攻之后，不光彩，未积极行动，受到师部严厉批评后，又不带炮火赶到，也未勘察地形，就仓促发起了进攻，结果也未能奏效。在此情况下，第17师令第50团3营全部进至突破口，大力向纵深发展，占领了万金台西北部，歼敌一个营，俘敌200余人，守军第六團第二營營長胡秀峰陣亡。12月28日拂晓时第17师未能如期解决战斗。
12月28日8时，侦悉从沈阳出援万金台的新三军第54师第162团已进至张家窝棚、拉拉屯一线。六纵令第18师阎捷三师长、陈德政委指挥部队堵住援敌；令第17师坚决攻下万金台，不得延误。龙书金师长重新部署，以第49团、第50团并肩向东发展，以大量的爆破来摧毀敌人的防御工事。第50团终于攻入敌人的团部大院，12月29日守军團長蔡嶽集合團部官兵肉搏白刃接战，被刺刀捅死。第49团从50团的突破口投入战斗，夺占了敌人团部以北地区，发展到东北角。第50团肃清团部敌人后，向南和东南方向攻击，在我火力和爆破的猛烈攻击下，守军崩溃，一股沿公路向老边方向逃窜，被51团截住歼灭。俘虏第207师副师长，但由于没有与俘虏兵分开关押，在后送途中突然跳车跑了。
新三军第54师162团被第18师阻击于东西拉拉屯、李七堡子一线。12月28日黄昏，第18师令第52团出敌不意，主动出击，把第162团全部击溃。

### 弃守北票
至1947年12月，朝阳地区除北票城以外都已解放。驻扎北票孤城的第九十三军暂编第20师第3团寻机逃往驻阜新与暂编第20师师部会合。
1947年12月28日上午，冀察热辽军区独立第3师接到东北军区急电：“北票守敌拟于29日弃城东逃清河门，望速截歼。”独立第3师把伏击地点选在马友营子的大乌兰地区。经一天一夜急行军，于12月29日中午抵达大乌兰南川的黑山沟、白银沟、奔木头沟一带设伏。
12月29日凌晨3时，北票守军及家眷弃城东逃；同日东北民主联军北票县支队等地方武装进入北票县城，朝阳全境解放。12月30日9时先头部队进入独立第3师第9团伏击地域，在热辽军分区独立第1团和新惠支队配合下，伏击战打响。暂20师第3团团长陈慕熙率500多人从奇美营子东夺路逃走，被独立第3师追歼，最终200余人逃出重围。此战共毙、伤250多人，俘千余人，缴获大量武器和物资。

### 挺进辽南敌后三县
1947年12月1日，“东总”命令内蒙古骑兵第一师一部与辽吉一分区部队，趁敌人抽调辽西、辽南部队向沈阳周围集中兵力之机，坚决、大胆、迅速地挺进辽南敌后，从侧翼牵制沈阳之敌。具体作战任务:收复辽河下游西岸的台安、盘山和辽中三县。挺进部队由辽吉一分区的步兵第十三、第十四团和骑兵第十五团，骑兵第一师第五团编成，共约3000余人。前线指挥部由一分区司令员赵东寰、政治委员刘瑞森、副政治委员曾敬烦和骑兵一师副政治委员兼政治部主任旺丹组成。12月1日从新民西白旗堡子出发，过北宁路，袭击了辽中县距北宁路十几华里的老达房村达理扎布蒙旗保安旅一部。 12月2日向辽中县西约20公里的满都呼追击蒙骑保安旅，遭遇北上的九十三军的2个师，并与奉命放弃大虎山前往沈阳加强重点防御的暂编第十八师激战，入夜后共军脱离，此战伤亡达200余人，付出了重大代价。
12月28日挺进部队攻占台安县。12月30日，又攻占了盘山县。2月初辽吉一分区部队在台安、盘山活动时，内蒙古骑兵第一师第五团奉命西渡辽河，攻占了辽中县城。1948年2月24日挺进部队返回辽西解放区。

### 公主屯战斗
彰武战斗刚刚结束，七纵还没来得及打扫战场，就接到东总的命令，要他们向大虎山前进，扩大战果。 同时命令一、八、九纵向黑山、大虎山前进。 大虎山的守军闻风撤走，七纵遂留在彰武休整。
第四纵队一度突入沈阳市皇姑屯，第六纵队新年时驻大房身（马三家子以西）。但沈阳国军按兵不动。为诱其出援，东北民主联军总部除以第二、七纵队在彰武休整，三、六、十纵队在沈阳西北隐蔽待机，一纵三师继续包围法库外，另以第一纵队主力南进辽中地区活动，第四纵队进至沈阳、辽阳间破路，第八、第九纵队等部奔袭沈阳周围孤立据点，相继攻克北票、黑山、台安等县城及大虎山。
1948年1月1日，陈诚认为东北民主联军主力已经分散，经过彰武攻坚战斗后东北共军主力必然会进行休整，企图乘共军兵力分散薄弱之机发起反击，解法库、新立屯之围，并巩固、加强沈阳与北宁线的安全。遂调集新一军、新三军、新五军、新六军和第七十一军5个军主力，在铁岭、沈阳至新民一线向沈阳西北出击，企图歼灭东北民主联军主力：
- 以新三军和新六军主力为右路出铁岭向西进攻
- 以第七十一军、新一军为中路出沈阳向北进攻
- 新五军为左路。于1948年1月1日由沈阳、新民装车，到达巨流河车站后下车，向黄家山、公主屯一带发动进攻。配备十天的粮食弹药，但征用当地的大车带上三天的粮食和必需品，剩下的存在巨流河车站用卡车输送。

林彪令：
- 第六纵队16师在新五军的前进路线上层层阻击，诱敌深入到公主屯地区，抓住敌人，待2纵、7纵主力集结后歼灭之；1月2日下午林彪电令六纵16师：“你师须死守公主屯，并相机歼敌一部。 ”
- 第二、第七纵队分别运动到公主屯以北、以西地区集结，准备联合攻击；
- 第三纵队从东侧则插入新五军侧背，切断新五军的退路；
- 第一、第四、第十纵队则负责切断右路军、中路军同左路第五军的联系，坚决防止增援；四纵负责牵制北宁线两侧敌军。
  - 配属一纵指挥的独立二师，奉命进至公主屯以南兴隆店车站附近阻击第七十一军第87师的增援，毙伤俘900余人，受到一纵电令嘉奖及友军贺电鼓励。
- 第八、第九纵队则作为机动部队待命参战。

1948年1月2日，新五军先头部队进至公主屯、黄家山等地，与六纵16师发生小规模战斗。陈林达带领军部驻在后面的安福屯，催促43师和侧面的195师继续前进。1月3日，大战打响：195师以两个团的兵力向十里堡、五家子阵地进攻，43师向黄家山进攻，从早晨激战到黄昏，六纵16师坚守阵地，43师虽然占领了黄家山的一个高地，但新五军这天基本上没有进展。1月3日，东北民主联军第二、第三、第六、第七纵队向公主屯方向急行军。1月4日上午，43师继续对公主屯以北的六纵16师阵地发动进攻，反复争夺。16师阵地每天落炮弹千发以上，但这支英雄的部队一直顽强地扼守住了公主屯、三旗堡、黄家岭一线阵地，出色地完成了任务，使敌3天未获前进。
1月4日林彪、罗荣桓决心在腰高台子以北、公主屯以南地区，歼灭新5军一部。当日夜，7纵、2纵、3纵、炮司、6纵主力均先后到达指定位置，插至敌人侧后，完成了对新五军军部及其195师、43师之战役包围。
1月4日黄昏，新五军发现共军大部队赶到，即下令用重炮猛轰。十里堡和叶家窝棚方向的国军遭到共军主力部队的强大打击，向后撤逃。195师主力后退到安福屯，与新五军军部挤在一起。陈林达急电陈诚求援，要求廖耀湘的新六军赶紧向他靠拢，并要求陈诚准许新五军后退到巨流河以摆脱被包围的局面。陈诚召参谋幕僚紧急磋商。副参谋长赵家骧主张让新五军迅速放弃公主屯，与其他部队在辽河以南会合，抵御共军的攻势。 陈诚表面同意，但拖延了一天多时间才下令新五军向沈阳撤退，但为时已晚。第二、第三、第六、第七纵队在新民以北的前闻家台（前温台村）、后闻家台（后温台村）、王道屯、公主屯等方圆10余公里的地区内完成了对新五军的合围。新三军、新六军被十纵阻拦在公主屯以东20多里的石佛寺、黄家山地区。新一军、七十一军则被一纵、三纵拦在辽河南岸。1月6日林彪特别叮嘱新成立的十纵司令员梁兴初：“抗击敌人必须沉着，顽强防御，并机动进行小规模的反击，坚决反对不敢硬拼的游击习气。敌攻击精神正差，只要我能抵住几次冲锋，敌不敢再进。”1月6日和7日新三军暂编第59师和新六军第14师各以两个团的兵力，轮番向黄家山的十纵阵地进攻，十纵司令员梁兴初指挥29师和30师抗击。
1月6日拂晓，二纵6师奉命向公主屯以北新五军195师进攻。走在前边的17团到达王道屯（在前闻家台以西）。几乎同时，六纵17师57团也从另一边赶到，包围了王道屯。 这是一个只有30多户人家的小村庄，根据原来掌握的情报，这里是敌军的野战医院，没有大部队。没想到战场情况瞬息万变，195师在强大攻势下不断后退，此时王道屯里有195师第585团守卫。他们锯倒大树横在村外，并在院落墙上挖了许多枪眼，组织防御。57团急于拿下王道屯，走在前边的2营发现敌人打枪，没作任何准备就投入了战斗。5连长感到情况不对头，叫队伍停下，自己去向2营长建议组织火力掩护他们攻击，否则部队会吃亏。营长不但不听，反而批评连长“怕死”，说“有敌人就该冲进去”。连长一生气，带着部队就往前冲。排长建议从侧面隐蔽前进，连长在火头上也不听，指挥战士冲上去炸敌人的障碍物。 结果三次爆破没炸开，反而遭到敌军密集火力射击，伤亡很大。 营长又把6连调上去攻，6连长准备组织火力，教导员说：“村里是敌人医院，5连已经冲上去了，你们要快冲！ ”6连也来不及准备就往上冲，因为没有火力支援，几次冲锋都没有成功。 结果2营营长中弹牺牲，教导员负伤，全营损失很大，只好撤下来。二纵6师17团的进攻也很不顺利。他们没有很好侦察，就向师首长报告：“王道屯之敌最多不超过一个营。”师里指示17团主攻，并配备两个炮兵连。 下午经过炮火准备，第一梯队3连冲了上去。由于队形太拥挤，在突破口受到敌军火力封锁，造成较大伤亡。 二梯队1连没有重新选择突破口，仍旧沿着3连的道路往上冲，结果暴露在平坦的开阔地面上，也遭到火力杀伤。 这时师首长才明白屯里至少有一个团兵力，命令18团2营前来助战，16团作预备队。这时已近黄昏，敌军的弹药快要耗尽。六纵17师57团重新组织力量，从西南突破。守敌开始动摇，17团将预备队2营投入战斗，终于摧垮了敌人的防御。 敌军夺路南逃，在二纵、六纵的联合追击下，全歼了敌195师的585团，毙300多，俘虏800多。七纵十七师五十七团、二纵六师十七团等部队在攻打王道屯战斗被林彪称为“打莽撞仗”的典型之一，被多次当作反面战例。
1月6日晨，二纵五师第十四团团长汪洋带领十四团冒着侧面王道屯敌密集火力，抢在黎明之前一举攻占了后闻家台，俘虏了195师584团1800余人。1月6日下午，空军运输机群向黄家山、安福屯、闻家台的新五军空投弹药。由于已被共军分割包围，空投的大部分物资落到共军阵地上。195师伤亡惨重，节节败退，随军部从安福屯退到前闻家台，陷入四面被围的困境。与43师的联络中断，陈林达只好重新整理部队，将军直属队和195师还能作战的人再作部署，搜集弹药，说7日中午援兵就到。第195师师长谢代蒸在指挥作战时受伤，随后率师部撤出安福屯向军部靠拢。战斗到1月6日晚，新五军大部被歼，军部率残余人员退守文家台（应为“前闻家台”，前、后闻家台现在分别称为前温台与后温台）。
六纵负责歼灭东下洼子、黄家山、柳罐屯的第43师主力128团、129团的任务。六纵决定以16师攻击东下洼子之敌；17师歼灭黄家山之敌；18师歼灭柳罐屯之敌。6日16时半，16师再度组织向东下洼子之敌攻击，组织严密，动作勇猛，一鼓作气将守敌43师129团两个连与一个加强排全歼。6日19时，17师49团担任主攻，51团担任助攻，向黄家山之敌攻击，但在部队发起冲锋时，49团突击队发错了信号， 炮兵突然停止射击，突击队顿时失去了火力掩护，当场伤亡60余人，攻击未成。18师于6日24时将敌128团3营全歼。
1月7日林彪见六纵还未拿下黄家山，电令炮司将全部炮兵向黄家山方向前进，与六纵联络，协同该部歼灭敌人。1月7日早晨8点30分，第二纵队第5师配属炮兵纵队的炮一团、炮二团、二纵的炮兵团、二纵四师山炮营共六十门大炮向被压缩在黄花山两个村落中猛轰。六纵以16师46团、47团与17师49团对黄家山攻击，迅速于南、西两面突破敌工事，敌军向东南突围，被歼灭大部，残敌到处遭到截击，43师129团及128团两个营的主力均被六纵全歼于黄家山。闻家台的新五军军部和第一九五师等5000余人仅仅一个小时被全歼，向东北方向突围之敌被6师阻截；其中二纵五师毙俘敌3500余人，其余为三纵七师战果，共缴获各种火炮70多门、迫击炮34门、60毫米机关炮142门和大量轻重武器。
此战歼灭新五军军部及所属第195师、第43师共2万余人，俘新五军军长陈林达及43师师长留光天、副师长陈化龙，第195师师长谢代蒸、副师长阎资筠。1月8日，中央军委、毛泽东致电野司：“祝庆你们歼一九五师、四十三师及新五军军部的巨大胜利。”
新五军被歼灭后，陈诚因胃病卧床不起。后来新五军的幸存者在给南京国防部的报告中说，他们失败的原因主要是“部队长官未能将部队当时所处之境详细报告高级指挥机关，致上下情形隔阂，铸成绝大之误会”“部队高级指挥员过于谨慎，缺乏果断，有违随机应变之旨”“增援友军因受交通关系，未能及时赶到，致孤军不支”。被俘的新五军军长陈林达认为这是给东北国军一个重大的打击：“新五军是东北蒋军的重要机动部队，195师过去是五十二军的主力，43师是九十四军的主力。从到东北后，一直都放在很重要的地位，虽然在装备上和训练上不如新1军和新6军，但在行军力量和战斗上则是有过之而无不及。”1948年1月10日蒋介石携大批幕僚、陆军副总司令范汉杰等飞抵沈阳，召紧急集军事会议。会上准备追究第四兵团司令廖耀湘、新六军军长李涛等人增援不力的责任。郑洞国找随蒋介石到沈阳的国防部次长刘斐，请其为廖耀湘缓颊。最后由陈诚主动承担了责任。 1948年2月5日，陈诚飞离沈阳。蒋介石安排卫立煌复出主持东北军政，强令范汉杰出任冀热辽边区司令官，驻秦皇岛，重点防御秦皇岛至锦州一线，统一指挥石觉第十三军（热河）、阙汉骞第五十四军（从胶东海运山海关）、孙渡第六兵团（锦州），及秦葫港口司令部（秦皇岛、葫芦岛）。1948年2月兼熱河省政府主席。
公主屯战斗结束后，林彪立即命令各纵队在休整一个时期，抓紧时间缝补衣鞋。原因一是部队疲劳，二是避开严寒的天气。这个冬季比一年前“三下江南”时还冷。东总1947年12月31日给军委的报告中说：“特别因为东北村庄散小，大兵团集中作战，有时不能宿营。 战士棉衣鞋袜被汗水及雪打湿，停止或宿营时往往得不到烤干和温暖的休息，部队遇到大的非战斗减员。自冬季攻势以来，不到半月，已冻伤8000余人。其中很重的约1／3，有一部分将成残废。”东总一再电示各纵队注意防冻，并将部队的防冻经验互相通报。

### 北镇战斗
1948年1月5日，辽吉五分区黑北支队、第23团与主力部队第八、九纵队联合作战，一举解放了北镇县城。当时出于军事需要，将城头女儿墙垛口全部拆除，又在城墙的重要地段扒开九处豁口以便出入。成立北镇临时县委和县政府。第23团政委田麟勋代理书记,不久成立中共黑北联合县工委，驻正安堡，赵龙任书记。1948年2月19日辽吉五地委书记刘莱夫主持召开中共黑北工委和工作队长会议,决定黑、北两县分开。肖岗任中共北镇工委书记，刘志民任副书记。县工委下设8个区委、23个党支部,共有364名党员。

### 新立屯战斗
12月15日22时，八纵接冀察热辽军区前指程（子华）黄（志勇）来电：“……你们明日前以两个师的兵力先行包围新立屯，另1个师及九纵即随后跟上，请即部署并告我们是荷”。八纵命令第23师、24师及纵直一部取捷径轻装急进，于16日24时前完成对新立屯包围。第23师于12月17日拂晓将新立屯四面包围。第68团1营进至靠山屯后于17日凌晨4时向城东南8里之双山子高地1个加强连发起攻击，连克大小碉堡10多个，激战至上午9时攻下101、105高地，毙敌30多人，俘敌124名。第6i团1营2连长途行军无人掉队，在双山子战斗中又首先突破敌阵，战后荣获‘勇猛顽强’锦旗一面。12日17日24时，23师69团强袭新立屯外围的兴隆台据点，歼敌70多人。
1948年1月1日3时，八纵接到冀察热辽前指转来东总询问电：“你们对新立屯攻击把握怎样？你们对沟帮子及海城两处之工事情形得有何材料？以新立屯、沟帮子、海城3处之敌军力、地形、工事相比较，何处易解决战斗？望告！”1月2日“东总令一、八、九纵及炮兵歼灭新立屯之敌，各部队须于5日拂晓前到达新立屯外围集结完毕，其他纵队打援”。2日19时，八纵电告东总：“部队围困新立屯敌半月有余，天气寒冷，近来生活不甚好，但无怨言，好战情绪尚高，惟发愁者就是因为没有仗打，一同反映，希望我纵包打攻歼新立屯之敌”。1月4日八纵电报：“三九即将来，大雪地行军、防寒、防空均较困难，建议先围攻新立屯之敌后整顿一星期再继续作战。新立屯为孤弱之敌，如有炮司配合我纵，再加上九纵1个师，就可全歼，估计不必用两个纵队。发我们鞋和大衣尚未到”。林彪指示程子华、黄克诚调八纵打新立屯，特别强调“只要不至于冻死人和冻伤人时，望即开始行动”。1月16日，冀察热辽前指电告八纵：“东司决心下一行动决歼新立屯敌和援敌，并由八纵、九纵及东司炮兵担任攻新立屯。根据你们演习的经验，应以何时开始作战才不致冻伤冻死人？请即告以便决定行动时间”。
林彪、罗荣桓决心乘卫立煌刚接任之际，于1月20日以第一纵队第2师、第八纵队全部在大虎山至通辽铁路及北宁铁路沈阳至锦州段发动攻势。1月24日拂晓，扫除新立屯外围据点的战斗正式打响。国军一部进到大虎山，意在增援新立屯。六纵奉命进至新民西北20公里一带地区，歼敌援兵。1月25日，六纵迅速出动。
1月25日晨，扫清新立屯外围，至晚即将车站据点等10余处之敌全部肃清（大部被砸死在工事内）。1月26日凌晨，驻守新立屯的第四十九军第26师已被八纵24师围困一个月，人无斗志，弃城分向东北、东南、西南突围，除一部被压缩回城内被全歼外，第26师师长彭巩英率三四百人逃至阜新。1月26日4时，八纵命令第66团、第67团追击，八纵等部几乎兵不血刃追歼全部7000多人。第26师参谋长兼第76团团长徐淦率领数百人向新民突围。被东野炮兵二团警卫排俘虏。六纵16师1个团速奔大刘屯，18师53团速奔半拉山以北地区，堵截追歼新立屯突围之敌。
此役毙伤49军26师官兵867名，俘师参谋长徐淦以下8159名。东野伤700余，亡290余，敌我伤亡为7比1。缴获各类炮弹21305，机枪弹（含冲锋枪弹）37482，各种类枪弹717410，手榴弹6389。国军战史记载：“民国37年元月下旬，林匪向沈阳外围再兴攻势，匪第八纵队于20日夜开始围攻新立屯，我守军第26师竭力抵抗，……巷战至26日，彭巩英师长因粮弹俱尽，遂率部突围至海州收容”。
冀察热辽军区独立第一师（师长欧致富）奉命在北镇一带顶住援军。
1948年1月31日，中央军委致电林、罗、刘：庆祝你们攻克新立屯歼敌1个师。

### 沟帮子战斗
1月29日，辽吉五分区黑北支队配合主力九纵进占沟帮子和石山站、大凌河铁桥，追歼第六十军第184师一部。并占领盘山。

### 辽阳进攻战役
辽阳守军暂编第54师原为伪满军改编的东北保安第十一支队。1947年陈诚东北军改时，改编为暂编第54师，师长马辙（或写作马彻，为黄埔七期、第200师战车团团长出身），副师长曹济民，师参谋长杨福涛，驻守辽阳，隶属新组建的新编第五军建制。每团大约1500人。此外还有清剿总队1200人，铁路交警1000余人，第五十二军运输团野炮连及其他留守人员近3000人，总兵力1.1万人左右，战斗部队约7000人。暂54 师每营有重机枪3至4挺，每连六0炮两门、轻机枪6挺。其第3团为195师辎重营改编，战斗力较强。 辽阳市环城有相当坚固的城墙，由高丽门沿铁路经北大营一直到城西南角修有新围墙，在城墙上筑有隐蔽部、小地堡及各种火力发射点，纵深还有地堡，转盘街有母子堡，城内有坚固建筑物，各主要建筑物附近均筑有工事。暂54师师部在辽阳新城市公署附近。第1团位于城北及城东高丽一线；第2团位于城南及城东南一线；第3团位于西城，以2营守备太子河铁路桥，3营一个连守备立山车站。其他游杂部队配属暂54师作战。 
1948年1月29日，东北人民解放军总部决定，“先克辽阳，再断鞍山、营口退路，然后逐次歼灭”。东北野战军留第三纵队、第十纵队和第一纵队第3师于沈阳西北围困法库，牵制沈阳国军。1月29日主力第一纵队（欠1个师）、第二、第四、第七纵队（另说不是第二、第七纵队而是第八、第九纵队，第22师停经到沈阳西的辽河两岸，在马三家子、大房身炸毁一列铁路装甲列车）和第六纵队第16师转兵沈阳以南地区，首先攻取辽阳，吸引沈阳之敌出援，在运动中再大量歼灭增援敌人。四纵政委彭嘉庆回忆：“我们围攻的第一目标是沈阳南大门的辽阳城，将中长路南段拦腰斩断，切断鞍山、营口守敌向沈阳之退路，然后逐次歼灭之。为了不让敌人逃跑，我部1月30日从辽中(今城郊街道卡力马村)出发，经过一昼夜强行军，突然回到辽阳以东、以北（的肖家河、石咀子、峨眉庄）地区，切断辽阳与沈阳之联系。”
1月29日黄昏，六纵冒严寒挥师南下，向辽阳急速开进。1月30日，到达辽阳以西的王家岗一线。辽南独立师监视鞍山守军第25师的行动。1纵、2纵、8纵、9纵和六纵16师分别进至辽阳以北中长路两侧，准备阻击沈阳出援之敌，策应4纵、6纵在辽南作战。
1月31日，四纵11师先后占领迎水寺、新城一带，当晚夺取了辽阳以东的料高山阵地。驻守在料高山阵地的暂编第54师第2团3营7连，起初凭借制高点和坚固工事，组织前沿战斗警戒，封锁城东一带开阔地。第11师31团由新城村群众带路，晚上19点多钟对料高山阵地发起攻击，歼其一大半，余部逃退至辽阳城内。
1月31日，六纵继续向辽阳西北前进，与四纵一起完成了对辽阳的包围。
2月1日，四纵10师30团打下了辽阳北太子河铁桥。
2月2日，四纵12师攻下了洋灰窑阵地。当日，六纵也抵达辽阳城西南的八里庄、价家双树子地区。
2月3日，四纵10师28团拿下北园。
2月4日，四纵12师35团攻下灰窑、鹅房等阵地。至此，辽阳城外围阵地均被第四纵队部队攻占，辽阳城被包围得严严实实。2月4日，六纵进入攻击准备位置，纵直进至朱家堡子。
2月5日下午，四纵司令员吴克华、政委彭嘉庆、参谋长李福泽，六纵副政委刘其人和东北野战军炮兵司令部政委邱创成在一起，研究攻城作战方案。2月5日，六纵各师、团干部侦察地形，准备攻坚器材，进行攻城前的战斗动员。六纵与师、团领导研究确定了攻城方案，派杨国夫副司令到四纵布署作战协同。吴克华做出进攻部署：
- 四纵3个师从东南北三个方向破城
  - 第11师配属5个炮兵营向城东门（高丽门）实施主要突击，尔后向市公署、转盘街方向扩大胜利
  - 第10师30团配属炮兵团向城南门实施辅助突击
  - 第10师28团向火车站方向实施辅助突击，歼灭突破口守敌后，向转盘街方向发展
  - 12师突破小南门后向彭公馆方向发展，求得同第11师并肩向市公署攻击前进。
- 六纵2个师从城西南实施主要突击，攻击西门至南门。以18师、17师附炮1团，扫清外围纺织厂、缸窑烧锅、日本学校等据点后，并肩向城内攻击。
  - 18师主要攻击目标为县政府、市政府；
  - 17师攻击目标为火车站附近
  - 纵队骑兵挺进支队进至赵家台、菜林子一线，准备堵击逃窜之敌
  - 16师做好充分准备，随时投入战斗，堵歼敌人向西北突围。
- 四纵第12师为战役总预备队

两个纵队突破城垣后，向新城市公署及转盘街一带发展。四纵司令员吴克华在给部队下达作战命令时强调了三点：“一、熟悉地形，了解敌情;二、认真组织临战训练;三、构筑进攻出发阵地及伪装。”
2月6日4时至凌晨5时许，东北野战军炮兵司令部5个营的野榴炮、山炮和第四、第六纵队、辽南独立师的炮兵进入射击阵地。7时，炮兵从几个方向同时向敌城垣工事实施猛烈轰击。“经过五天准备，6日7时总攻先在主突方向高丽门打响。”第11师师长周光担任主攻任务。周光回忆：“在主攻点上，担任突击任务的尖刀部队一旦不能奏效，要再次组织突击，不仅要迟滞战斗的发展，而且还要增大不必要的伤亡。为了分散敌人在城楼上居高临下的密集火力，防止出现一支突击队受挫全局陷入被动的局面，我根据城墙前的地势，又部署了另一套方案，用两个团(第31、第32团）同时在高丽门两侧担任主攻任务，用两个突击队同时从两处插向城头。”第四纵队第11师第31团第4连第5班轻机枪战斗组长范垂礼发现高丽门北侧有一处被炮火轰开的缺口可以攀登，主动带领3人登上了城墙，用轻机枪压制两侧守军，迫使守军43人投降，该连随后登城；紧接着第32团1连和3连也在这个突破口登城。第11师的31团在新开路居中，32团在四道街居左，33团在六道街以北居右，分三路入城追击。守军在市政府和转盘街一带一边节节抵抗，一边向后撤退。四纵第12师的34团和35团从城南的魁星楼和小南门先后成功突破，34团在右翼，35团在中央，36团在左翼，兵分三路向市政府和转盘街方向突进而来。9时20分许，四纵10师突破城北方向后，兵分两路，向市政府和转盘街方向打来。
暂编54师发电救助，希望空军增援并给予弹药补充。国民党辽阳县党部书记兼县临时参议会议长张枢、青年团辽阳支团兼筹备主任孙廷奇等也紧急发电：“沈阳临参会议长张宝慈及同乡马愚忱、石坚、周穆文鉴：辽阳被奸匪包围，连攻三夜，祸迫眉睫，濒于陷落，迭向行辕求救，迄未派兵。各个山头相继失陷，无险可凭，危机万分。公等关心桑梓，风雨同舟，万恳祈向行辕剿匪总司令效奏廷之哭，即刻发兵来救。”
六纵纵18师52团突击营在炮兵奏效后勇猛地发起攻击，经30分钟战斗，占领了阵地。接着，又在炮兵支援下攻击缸窑烧锅、日本学校之敌。战至10点半，全歼守敌。53团向纺织厂敌人发起猛烈的冲锋。至11时许，城西敌外围据点全部肃清。13时左右，六纵各部队组织炮火，向城垣发起猛攻。在炮火支援下，各突击队连续实施爆破成功，为部队冲击打开了通路。17师49团与18师52团并肩向城内猛烈冲击，仅5分钟即突破城墙，突入市区。接着，52团由南向北猛攻敌县政府。49团从西向东实施迂回，切断县政府、市公署一带敌人的退路。51团随49团冲入市区后，随即向车站守敌进攻。
主攻率先破城的第11师第31团团长王祥在指挥部队分割暂编第54师指挥部时，遭转盘街的转盘处子母堡重机枪火力扫射，左腿中弹负伤，忍痛一条腿跪在地上继续指挥战斗，战后左腿被迫截肢。战至下午3时30分，顽抗的国民党军基本被歼灭，而王祥因流血过多而昏倒在战场上。
共军约有11个团从四面突入辽阳城内，大大超过了守军的兵力。从城墙退下来的守军纷纷向市公署、转盘街一带撤退，共军猛追不舍。11师和六纵各部把溃敌及暂54师师部包围在市公署、转盘街一带的几座楼房和工事内，迅速将其大部分歼灭。暂54师师长马辙率特务连突围西逃，被第17师俘获。 
战至下午15时30分，新编第五军暂编第54师全师4500人及第52军输送团被歼。暂编54师师长马辙和第2团团长刘朝槐化妆为普通士兵被俘后翻城墙逃回沈阳。副师长曹济民化妆潜藏入百姓家被查出，和师参谋长杨福涛、师部中校参谋主任邢冠群、上校代理副官长张荣儒、第1团上校团长金汉生、第3团上校团长孙荣光以下9553人被俘，毙伤1228人。
2月7日毛泽东致电：“庆祝你们攻克辽阳”。
辽阳攻坚战结束后，四纵第31团的突击连全体到城墙突击地带实地战评，认为范垂礼在十分危急的情况下能够不怕牺牲，挺身而出，并且夺下了突破口，又守住了突破口，才使后续部队冲上来；如果该连突击不能成功，再组织第二次突击，那样不知要增加多少牺牲。第11师给范垂礼记三个大功，授予‘辽城战斗英雄’称号，奖励‘英勇独胆’锦旗一面。第四纵队首长给范垂礼颁发了全纵队第一枚毛泽东奖章。范垂礼于1950年成为全国战斗英雄代表大会的四野代表与会。第四纵队司令员吴克华、政委彭嘉庆签署命令，授予突破高丽门第一个攻进辽阳城的第11师第31团“英勇善战模范团”荣誉称号。
1948年3月第五十二军重建暂编第54师时，第2师副师长黄建镛升任该师师长。 

### 鞍山进攻战役
鞍山守军为第五十二军第25师，号称“千里驹”师。是1946年11月2日在新开岭战役中被全歼后又重新组建，25师辖74、75两个整团及73团两个连，有野炮3门、山炮3门、七口战炮8门、九二步炮两门、防坦克炮10门、迫击炮34门等重武器。此外还有安东保安团600余人，铁厂警卫队、交警、新兵大队、52军军直运输团和一些流亡县政府的保安大队等杂牌军。总兵力1.3万余人，其中作战部队约8000余人。 
- 25师指挥部设在市公署附近。
- 工兵营、运输营位于城东北东沙河屯以南、城东上汪家峪以北地区。
- 第75团以1个加强连防守铁架山；以1个营防守大石头屯；以两个连及新兵大队控制城东南神社山地区，1个营防守市公署、转盘街。
- 73团两个连防守东北对炉山。
- 74团位于城西北四方台地区。
- 52军运输团位于城北大营盘至立山车站。

1948年2月7日20时毛泽东致电东北野战军总部：“你们现在打辽阳、鞍山……很有必要。这个战役完成后，你们就可以解放辽南”。东北人民解放军集中6倍兵力，投入第四纵队、第六纵队、辽南独立师、炮兵师。由第四纵队司令员吴克华统一指挥。1948年2月10日发出攻取鞍山命令。2月14日开始肃清外围战斗。肃清外围据点第一战就是汤岗子战斗。
- 第六纵队原计划以16师为第一梯队，先派干部前往侦察地形；17师为第二梯队；18师为预备队，随17师向鞍山前进。2月11日接到东总电令，令六纵率17师、18师协助四纵歼灭鞍山守敌，16师归二纵指挥，在辽阳以北地区打援。2月11日15时六率17师、18师向鞍山开进，于20时到达鞍山外围。纵直进至鞍山城西六家子；17师进至鞍山西南的笔管堡、双楼台一线；18师进至城西北大杨旗保、吴家台一线。第十七、十八两个师负责从鞍山西南、正西发起攻击。六纵与四纵战斗分界线以市区南满铁路为界，当面守军为第74团和安东保安团，其外围据点有10多处，防御正面甚宽，兵力很分散。至18日拂晓完成了肃清外围的战斗任务。
  - 第十七师：2月14日8时许，17师50团攻占了风盛堡以北大窑敌阵地，歼敌一个排和一个重机枪班。
  - 第十八师：2月14日晨6时，18师53团歼灭了东、西二台子守敌一个排和一个六ロ炮班，占领了该处阵地。2月18日拂晓前消灭了西二台子、吴三台的守军，占领了阵地。
- 辽南独立师在鞍山以南，沿沈大铁路向鞍山火车站进攻。攻克顾家房身、四方台、大石头屯、唐王山等地。2月16日早晨，二团七连主攻四方台，守军为第25师第74团第三营的1个加强连固守中长铁路和环市路交叉桥（现鞍山水果批发市场北侧），七连发起3次冲击未克，伤亡了70多人。2月16日中午二团换上第八连，当晚23时在炮火掩护下突击，全连投入战斗150多人最后剩下16人。
- 第四纵队：2月13日抵达鞍山外围，纵直驻扎于胡家庙子。
  - 第十师在鞍山东北（铁路东）发起进攻
  - 第十一师在鞍山正北（铁路西）发起进攻
  - 第十二师在鞍山东南发起进攻。第三十六团团长江海于2月16日上午8时指挥从南面强攻铁架山。铁架山守军浇水把山坡冻成冰面。三十六团二连担任主攻，五连副指导员张万年带队突击，刨冰窝，架人梯，冒着密集火力，艰难地一步一步接近攀上主峰，夺取火力点。随后团第二梯队的第三营加入战斗。第二营基本打光，第五连就剩个炊事班，张万年也在此战负伤。向纵深发展时，遭两翼守军猛烈射击，二梯队伤亡很大，战斗异常惨烈。三十六团政委潘德表（1920-1948，空军官校第六期飞行学员，转黄埔13期，1938年赴延安）和团长、团参谋长看地形时，被敌重机枪集火射中也在铁架山牺牲。至2月16日17时，完全占领铁架山。该团共牺牲64人。[4]

2月12日，林、罗、刘电四纵、六纵：“鞍山余敌系正规军，工事较坚固，须防止部队因冬季作战的胜利而发生松弛大意的情绪。”第一、二、八、九纵和六纵16师在沈阳以南打援。
2月17日，人民解放军夺取双楼台机场，东鞍山、白旗堡等外围战斗。
2月19日6时30分，炮兵开始试射。试射成功后，以点射摧毀明显的工事和火力点。7时30分炮兵从各个方向上以猛烈的炮火轰击前沿工事和火力点，半个多小时后前沿阵地陷于瘫痪状态。攻城各部乘势从三个点分五路发动总攻。守军师部向鞍钢大白楼方向转移，并命令神社山、对炉山、市转盘街死守阵地。战斗进行到中午，守军只剩下鞍钢本社、转盘街、对炉山3个主要支撑点了，其主力和指挥部均集中在鞍钢本社之内，企图在不得已时弃城向大、小营盘方向突围。
- 六纵队十七师、十八师从刘二堡方向突破，随即向市区西部扩展。五十四团由陶官突入市区南部，并向市政府方向进攻。12时许，六纵53团由南、54团由北夹击鞍钢本社。守军顽抗一阵后进入选矿区，利用那里的设施继续顽抗，六纵两个团久攻不下。六纵司令员洪学智打电话让第50团、第51团增援，50、51团及18师一部立即展开围歼选矿山敌人的攻坚战，至21时，敌一部被歼，余部千余人向北突围，被54团截歼一部，51团、53团尾随不舍。20日凌晨2时，钢铁厂守军全部歼灭，一部200余人向西北逃窜，8时也被六纵骑兵挺进支队歼灭。
- 辽南独立师以长甸铺为出发地，在炮兵师支援下，在神社山以西与四纵队十二师并肩突进。围攻神社山的部署为：第十二师第三十五团第三营在西面、第一营在西南角、第三十团和辽南独立第一师部分兵力分别在东面和西面，在绝对优势的炮火掩护下，1个小时攻占神社山。12时许，进至国民党的市政府，并向转盘街核心工事进攻。辽南独立第一师第三团占领了火车站。
- 四纵队十师在东北部展开攻势。逼进对炉山。对炉山守军为第25师第73团的2个连。2月19日17时，第十师第28、第29团沿立山火车站向对炉山推进。守军一个连不战而逃。被截断退路后，全部守军不战投降。
- 守军向大小营盘方向突围，遭第十一师迎头堵主，被迫投降。
- 第十二师三十五团在神社山（90多米高，今烈士山）方向担负主要突击任务。由于在总攻前未能肃清神社山前灰楼群守敌，总攻发起后，不得不先夺取灰楼群，影响了夺取神社山时间，致使步兵、炮兵没有同步行动，第一次攻击未能成功。十二师立即调整部署，在炮火的集中掩护下冒着飞机轰炸扫射和装甲车的疯狂攻击，第二次向山上突击，一举控制了神社山，继而向转盘街延伸，并夺取了市中心的防御枢纽，攻占市政府大楼。10时许，守军全部被压缩在鞍钢大白楼、市公署转盘街（今市府广场一带）、对炉山3个据点。

当夜12时许，第四纵队第十一师与第六纵队第十七师、第十八师同时向大白楼发起猛攻，俘师长胡晋生、副师长罗宇衡（罗玉恒）。鞍山市市长罗永年自杀身亡。辽南独立第一师第一团占领了敌军火药库，第四团在我占领区内搜索消灭残敌。第四纵队第十二师第三十六团与第十师合围对炉山敌军据点，全歼顽固不化的敌人。唐王山守敌亦在逃跑中被辽南独立第一师歼灭。经17个小时的激战，歼第25师及部分矿警、交警、地方保安团12995人，其中毙伤2437人，俘10558人，缴获大量军用物资。
2月20日，林、罗、刘贺电：“庆祝你们在歼灭暂54师后，又取得了歼灭25师的胜利，盼传令嘉奖两役中有功指战员。” 

### 法库追歼战
1947年10月1日的东北秋季攻势中，第七纵队奔袭法库县城全歼守军。11月10日，嫡系美式装备的新六军暂编62师在坦克支援下进占法库县城。法库县委、县政府、县大队撤出县城，转入农村。
1947年12月15日开始的东北冬季攻势，新六军暂编第62师当天被围困在法库县城。二纵第6师第18团在法库县二区调兵山村全歼新六军暂编第62师第3团迫击炮连。新六军新22师从铁岭出援西渡辽河解围。12月16日晚，二纵第4师第10团在铁岭、法库两县交界的铁岭县沙后所村阻击向法库增援的新六军新22师第65团，午夜缴获国军山炮营山炮，占领其团指挥所，两军短兵相接，逐屋争夺，反复拼杀到天明，歼500余人，牺牲第10团副团长王国华以下346人。
暂编62师师长刘梓皋几次试图在东大岭突围，都遭到了围城的东北野战军第一纵队第三师阻击未能成功。
12月24日晚，辽吉一分区第14团包围了法库县城北10华里的小刘家窝堡暂编62师外围据点，守军为1个步兵连、1个重机枪六零炮排和1个工兵排。第14团团长马建功以一营在西南角担任主攻，四连在东边助攻，团直机炮连的九二步兵炮和第二营第五、六连在村南阻击县城出援的坦克和步兵。战斗打响后，一营主攻不顺，伤亡很大，副营长孟士明牺牲；但助攻的第四连炸开铁丝网和鹿砦，在机枪掩护下连续爆破，很快突破防守，冲进村东南大院歼1个排，占领了第1个据点，接着向东北角大院进攻，凌晨2点钟歼灭守军另1个排，占领了第2个据点。这时主攻方向也突破了防守，占领了两个碉堡。残余守军退守在最后的据点——西北角大院顽抗。凌晨五点炸开母堡和院墙，冲进大院，毙守军连长，早6时残部投降。此次攻坚战斗毙连长以下80余人，俘虏70余人，缴获美式轻机枪13挺，重机枪1挺，六〇炮1门，冲锋枪100余支。第14团伤亡副营人以下40余指战员，消耗炸药百余公斤，爆破筒百余根。
1948年2月14日，被东野三师围困2个月的刘梓皋致电驻铁岭的新六军军长李涛：“共军已困我部百余日（从11月10日进驻法库算起），我军粮食日趋紧缺，如此下去，恐不出几日，虽共军不攻，我军亦自破。”李涛回电：＂我已电令二十二师出沈阳，翌日即达铁岭，令你部坚守两日，待二十二师去救援。＂2月14日早8时调兵山阻击战打响，到下午14时结束，打退了连续10多轮强攻。2月14日夜暂编第62师烧毁毁掉装甲车、重炮和法库中学楼内弹药库，引发附近民房大火。2月17日早晨，新22师在师长罗英的指挥下由铁岭向在调兵山和东大岭的共军发起猛攻，法库城内的暂62师炮兵营也向东大岭方向猛烈开炮。围城部队向调兵山和东大岭方向集结后，暂62师却没有向东大岭突围，突然出北门向开原和昌图方向逃窜。驻调兵山的阻援部队接到命令后大部向北门方向追击，在调兵山只留了少量部队阻击新22师，寡不敌众，且战且退至东大岭。第三、第十纵队和独立第4、第5师等部追击到开原以西的昌图县的通江口、大房身、红石槽村等地才追上，随即将暂62师包围歼灭，毙伤1200人，俘6000人。师长刘梓泉带10几人化装潜逃到开原。2月18日，中共法库县委、县政府、公安局、县大队等入城，在县委的主持下，召开军民大会热烈庆祝法库县全境彻底解放。2月19日新22师师长罗英接到刘梓皋的电文称已成功逃到开原，新22师遂即撤回铁岭。后暂62师的残余兵员补入新六军其余部队，暂62师的干部架子到锦西补入新兵整训。

### 营口起义
2月24日，第4纵队奔袭营口。2月25日，驻营口的第五十二军暂编第58师师长王家善逮捕了第五十二军副军长郑明新以下30余人，率8800余人举行起义，并协助共军歼灭城防司令部和交通警察第3总队等部3000余人。营口解放。至此，辽南战役胜利结束。

### 开原战斗
2月27日，第十纵队经过几个小时即攻克开原，歼第五十三军暂编第30师一部。守军无一漏网，俘敌团长以下2000余人。

### 新民战斗
为策应攻克开原，吸引沈阳敌西调，第八纵队于2月22日至29日佯攻新民。攻克鞍山后，六纵奉命北调，向新民前进，相机夺取新民。第16师奉命围歼巨流河敌第七十一军第91师一个团。2月24日16时，第17师、第18师向新民南之大民屯、彰士台、大鼓城子线指定地区开进。但情况变化很快，东总命六纵继续北上打援。2月26日，东总指示：因敌七十一军全部增援新民、巨流河线，命第16师放弃围攻巨流河之任务，归还纵队建制。六纵继续北进，经法库进至开原北，以便集中全力，准备打击北援之敌，保证我兄弟部队围歼四平守敌。
2月28日八纵攻克新民后，奉命北撤，进至昌图以西地区，策应第一、三、七纵队攻打四平。

### 第四次四平战役
至1948年2月底，冬季攻势已先后占领彰武、辽阳、鞍山、营口、法库、开原等中小城市，国军累计损失五万余人，争取王家善的一个师起义。在此情况下，林彪决定攻打四平。1948年2月27日，林彪下达作战命令，决以一纵、七纵及三纵一部、独立第2师、炮纵的炮兵团攻城，由一纵司令员李天佑、政委万毅统一指挥；以4个纵队及3个独立师于昌图、开原、通江口地区准备阻击可能由沈阳、铁岭北出之援军。
3月5日，六纵17师进至开原北、莲花街、孤榆树线；18师进至威远堡和马市堡线；16师进至凉水泉子、南城子线；纵直进欢喜岭。6日，六纵各部开始侦察地形，构筑工事，进行战斗动员。此时，国军集结铁岭，企图北援四平守敌，但几次试探性的进攻均被十纵击退，未敢北援。 
国军方面，四平守军仅有在第三次四平争夺战中伤亡惨重仍未恢复元气的第88师，以及第七十一军87师、91师等单位留守处，91师干部教导队和新一军的留守人员、1个骑兵团、3个保安团。71军，伪辽北省政府及其保安部队等部，计一万九千余人。守军指挥官彭锷师长决定死守四平。
1948年第1、第3、第7纵队于3月2日完成对四平的包围。3月4日，东北人民解放军攻城部队开始外围战斗，集中力量扫清四平守军的外围支撑点。各部队分头进攻，先后攻占了海丰屯、徐家窑、新立屯飞机场、师道学校、红嘴子，东门外地堡群以及城北制高点三道林子。至1948年3月10日外围支撑点全部被肃清。1948年3月12日7时40分发起总攻：
- 第一纵队从西北、正北两个突破点向城里攻
- 第三纵队从东北、东南向城里攻
- 第七纵队从西南往城里攻

早晨8时，三个纵队相继突破国军之防御堡垒，攻入市内。突入路东的人民解放军第一纵队，采取迂回穿插战术，把国军的防御体系打乱，随即组织部队连续发起猛攻。激战至深夜国军部分残兵缩到两个据点。彭锷带一千余人向北突围。1948年3月13日晨，东北人民解放军经过重新组织和准备，对国军残部发起最后猛攻，7点整战斗全部结束。
这次战斗共歼灭19341名，其中俘虏15603人、毙伤3738人。缴获各种炮216门，机枪461挺，各种枪支9688枝，各种炮弹1.1万发，子弹77.9万发，手榴弹7474枚，火车头30辆，车皮500节，汽车85辆，骡马1651匹，电台23部，以及其他大量军用物资。人民解放军伤亡4931人。

### 弃守阜新
至1948年1月，阜新地区仅海州仍为国军占据。1948年3月17日夜，守军第九十三军暂编第20师主力及杂牌部队逃离海州，沿公路向西逃走。阜新县政府、县党部、阜新煤矿公司的官吏及矿警、地主还乡团也尾随其后,队伍长达几华里。为截击溃逃之敌，东北人民解放军冀察热辽第二十一军分区独立第一、第二团，蒙汉独立第四十七团，蒙民骑兵第六团，在军分区副司令员兼参谋长徐乃斌的统一指挥下，进入清河门地区。3月18日上午8时，南逃之敌在7辆装甲车和前卫营掩护下，进至清河门，遭东北人民解放军截击，前部国军在装甲车的掩护下向西强行突围；后部国军溃不成军，向四周钻隙分散突围；公路上、田野里，到处都是丢弃的大车和物资。3月18日16时出逃部队和义县接应部队会合后返回义县城。至入夜，清河门截击战结束，毙153名，俘202名，缴获大批枪支弹药、汽车、大车、骡马，还抓获逃亡地主数百人。至此，阜新地区全境解放。3月19日拂晓，冀察热辽第二十一地委任命的阜新市市长、原北票阜新义县土默特中旗土默特左旗联合政府县长周鸣岐带十几名干部随部队进驻海州。周景尧任副市长。辽吉五地委和辽吉五军分区第二十五团也在同日进驻海州。3月25日按照东北局指示，阜新市由辽吉五地委接收，冀察热辽第二十一地委的干部、部队交接后撤离海州。辽吉五地委城工部副部长丁丹任市委书记，原辽中县县长冯安国任阜新市市长、城防司令兼阜新县县长。

## 结果与影响
3月15日冬季攻势结束。歼灭9个师（含争取1个师起义）共15.6万余人，其中俘敌105000人，毙伤43150人，起义8320人，攻占城市17座，切断了北宁、中长铁路，将东北国军压缩于锦州、沈阳、长春3个孤立地区。解放区占东北的97%，人口达到86%。缴获各种大炮1200余门、各种枪6.9万余支（挺）、弹药两千余万发、汽车300余辆。把东北的国军压缩包围在长春（郑洞国部约11万）、沈阳（卫立煌、廖耀湘部共20余万）、锦州（范汉杰部15万）等几个互不相连的据点中。
1948年3月15日，中央军委、毛泽东致电东北野战军：“庆祝你们收复四平街及在冬季攻势中歼敌八个整师并争取一个整师起义的伟大胜利，尚望继续努力为完成解放东北而战。”毛泽东在《评西北大捷兼论解放军的新式整军运动》一文中指出：“我东北野战军在冬季攻势中，冒零下三十度的严寒，歼灭大部敌人，迭克名城，威震全国。”
十纵在冬季攻势中，主要是担任防御、追击和中小规模的攻坚战斗，先后参加了法库、公主屯、黄花山、陈檀木等战斗，共歼敌11 096人，其中：俘敌暂编第59师第2团团长何光铭、副团长刘守军，暂编第62师第1团团长何作环、副团长赵忠田、张绍明，暂编第30师第1团团长吕伟洁等，共计5496人，毙伤敌人5600多人，缴获各种火炮86门，各种枪3527支，子弹857000余发，炮弹4800余发，装甲车10辆，汽车7辆，击毁击伤敌坦克7辆。 